# Siklódy Lőrinc
Ditrói Siklódy Lőrinc (Ditró, 1876. szeptember 17. – Budapest, 1945. szeptember 15.) szobrász.

## Életpályája
Szülei Siklódy Ferenc és Tamás Anna voltak. 1899–1901 között a budapesti Iparművészeti Főiskolán tanult. 1904–1908 között a Képzőművészeti Főiskola diákja volt, ahol Strobl Alajos tanította. 1909-től szerepelt a Műcsarnok kiállításain.
Több köztéri szobrot is készített Budapesten és vidéken. A Magyar Nemzeti Galéria 22 szobrát őrzi. Plaketteket is készített.
Sírja a Fiumei úti sírkertben található (34-2-120).

## Szobrai
- Andrássy Gyula (Budapest, 1899)

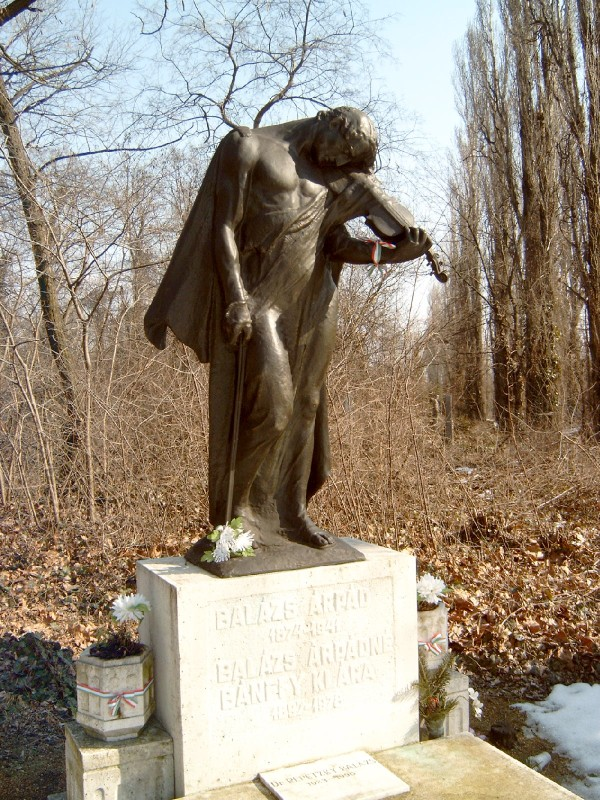
Balázs Árpád sírja Budapesten. Kerepesi temető: 46-1-2

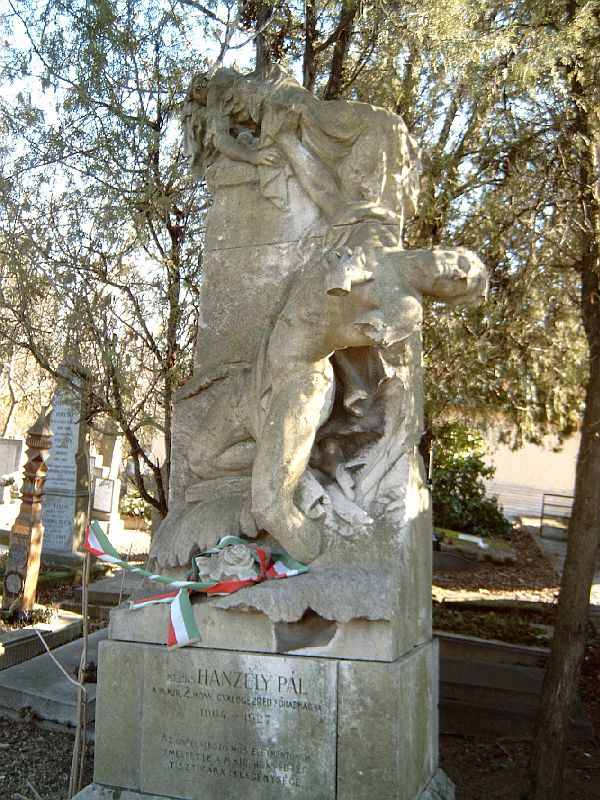
Hanzély Pál (1905–1927) hadnagy. Farkasréti temető: 58-1-35

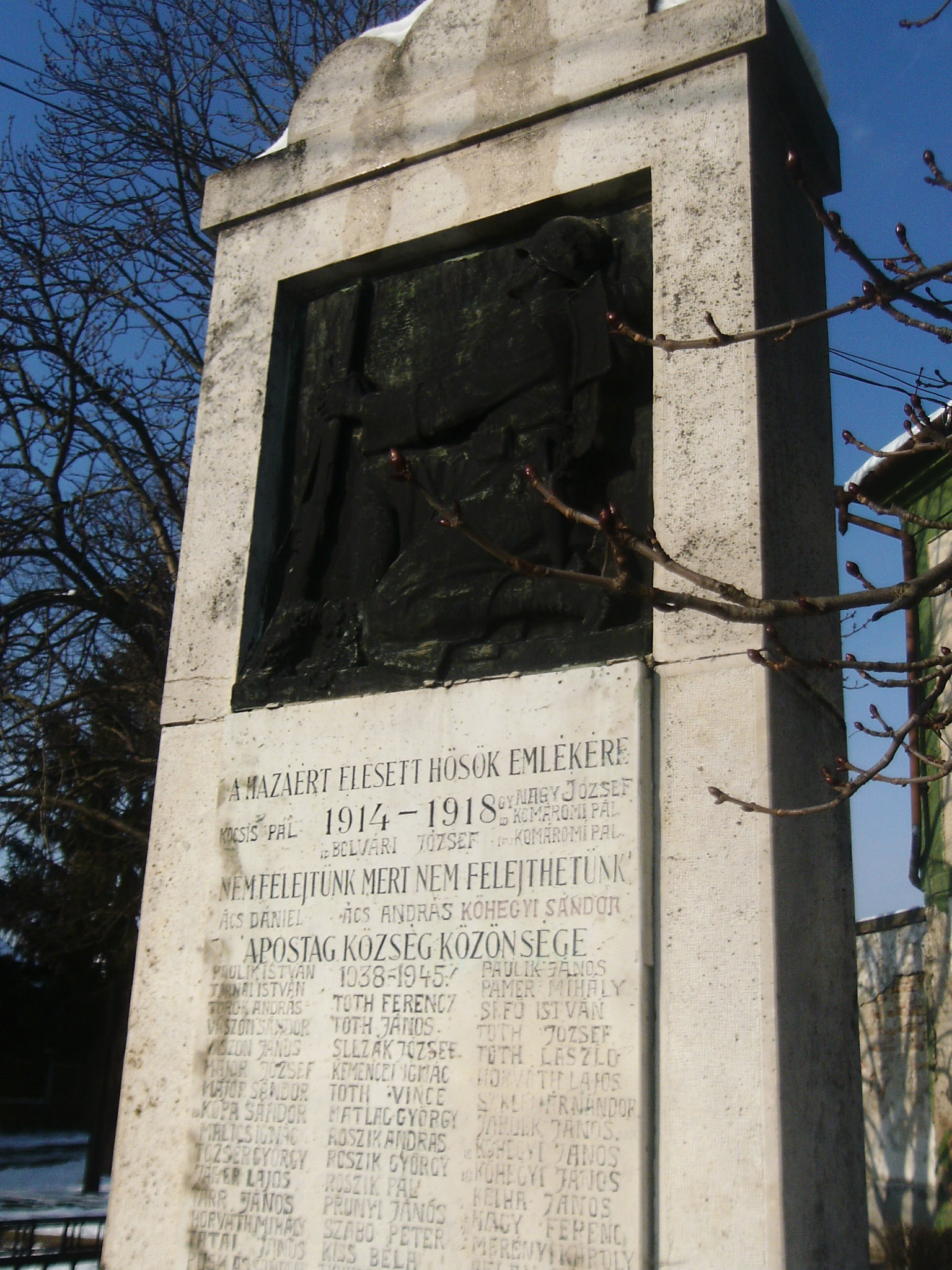
I. világháborús emlékmű. Vaslánccal védett lépcsős talapzaton mészkő fejezet, benne besülyesztve puskát tartó katona domborműve, tetején hármas halmon kettős kereszt. Bács-Kiskun megye, Apostag, Nagy Lajos tér, A tér jobb szélén.

- Désy Zoltán síremléke (Budapest, 1915)
- Vámossy Tibor síremléke (Budapest, 1923)
- I. világháborús emlékmű (Battonya, 1923)
- I. és II. világháborús emlékmű (Alsóvadász, 1923)
- I. világháborús emlékmű (Jászjákóhalma, 1924)
- I. világháborús emlékmű (Izsák, 1924)
- Hősi emlék (Tápiógyörgye, 1924)
- Hősi emlékmű (Rábakecöl, 1926)
- I. világháborús emlékmű (Tiszaalpár, 1926)
- I. világháborús emlékmű (Somogyvár, 1927)
- Krisztus és a két lator (Sümeg, 1927)
- I. és II. világháborús emlékmű (Mány, 1927)
- IV. Károly kálvária (Tihany, 1927)
- Stációk a IV. Károly kálvárián (Tihany, 1928)
- Hősi emlékmű (Komádi, 1928)
- Petőfi Sándor (Kiskunfélegyháza, 1928)
- Balázs Árpád síremléke (Budapest, 1928)
- I. világháborús emlékmű (Püspökhatvan, 1928)
- Hanzély Pál főhadnagy síremléke (Budapest, 1929)
- Katona József síremlék (Kecskemét, 1930)
- I. világháborús emlékmű (Szigetcsép, 1930)
- I. világháborús emlékmű (Gödöllő, 1930)
- Radics Béla síremléke (Budapest, 1932)
- I. világháborús emlékmű (Sopron, 1933)
- Országzászló (Balatonboglár, 1934)
- I. világháborús emlékmű (Apostag, 1934)
- I. világháborús emlékmű (Tiszatarján, 1935)
- Emléktábla (Kistarcsa, 1936)
- I. világháborús emlékmű (Kistarcsa, 1937)
- I. világháborús emlékmű (Szada, 1937)
- 1. honvéd és népfölkelő gyalogezred emlékműve (Budapest, 1938)[10]
- Hősi emlék (Tápiószentmárton, 1938)[11]
- A tűzoltók hősi emléke (Budapest, 1942)
- Urmánczy Nándor-emlékpad (Budapest, 1942)[10]
- Nemzeti munka szobra (Budapest, 1943)[10]
- I. világháborús emlékmű (Szerencs, 1943)
- Cserkész-szobor (Gödöllő, 1943)[12]